# McLean Stevenson

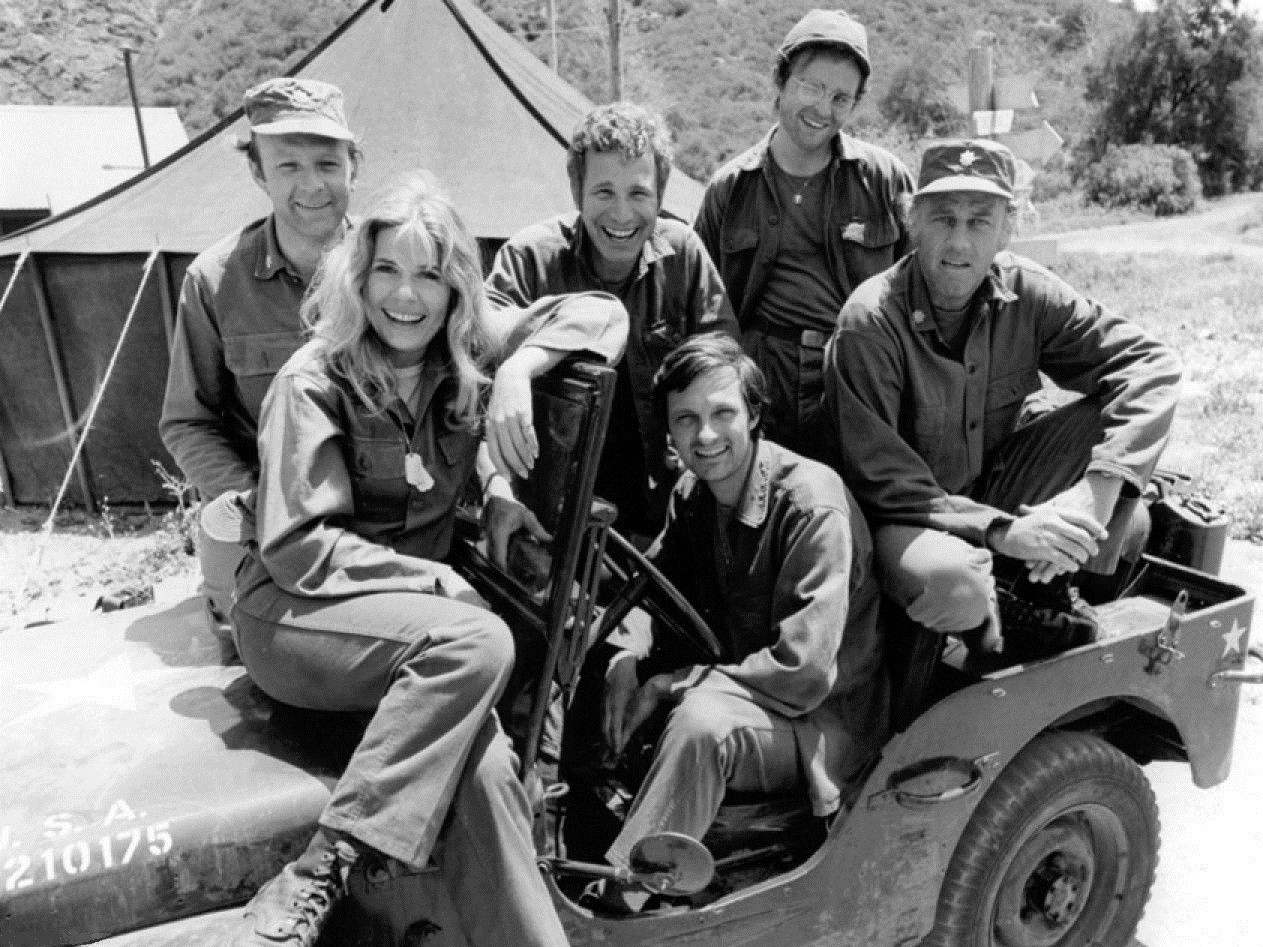
McLean Stevenson (z prawej) na planie serialu M*A*S*H (1974)

McLean Stevenson, właśc. Edgar McLean Stevenson Jr. (ur. 14 listopada 1927 w Normal, zm. 15 lutego 1996 w Los Angeles) – amerykański aktor,  występował w roli pułkownika Henry’ego Blake’a z serialu M*A*S*H.